# 恼里镇
恼里镇，是中华人民共和国河南省新乡市长垣市下辖的一个乡镇级行政单位。

## 行政区划
恼里镇下辖以下地区：
恼里村、碱场村、西辛庄村、东辛庄村、周村口村、武寨村、冯寨村、小岸村、南杨庄庄村、乌岗村、胡寨村、蔡寨村、小辛庄村、小马寨村、高章士村、前文户村、郑辛庄村、后文户村、大马寨村、左寨村、西沙窝村、东沙窝村、武楼村、六里庄村、东油坊寨村、西油坊寨村、吴寨村和龙相村。